# Llista de monuments de Santa Maria de Merlès
Llista de monuments de Santa Maria de Merlès inclosos en l'Inventari del Patrimoni Arquitectònic de Catalunya per al municipi de Santa Maria de Merlès (Berguedà). Inclou els inscrits en el Registre de Béns Culturals d'Interès Nacional (BCIN) amb catalogats com a monuments històrics, els béns culturals d'interès local (BCIL) de caràcter immoble i la resta de béns arquitectònics integrants del patrimoni cultural català.
| Monument                                                                 | Protecció    | Estil/època                     | Localització                                                   | Coordenades                                          | Codi?         | Imatge |
| ------------------------------------------------------------------------ | ------------ | ------------------------------- | -------------------------------------------------------------- | ---------------------------------------------------- | ------------- | --- |
| Torre de Ginebret o Castell de Pinós                                     | BCIN 1415-MH | Romànic XII                     | Santa Maria de Merlès Sector sud-oest del terme municipal      | 41° 59′ 17″ N, 1° 55′ 44″ E / 41.988098°N,1.928980°E | RI-51-0005701 | Carregueu una nova foto d'aquest monument |
| Serra de Degollats                                                       | BCIN 1416-MH | Obra popular XVII               | Santa Maria de Merlès Sector est del terme municipal           | 41° 59′ 22″ N, 1° 59′ 20″ E / 41.989527°N,1.988880°E | RI-51-0005702 | Serra de Degollats (Santa Maria de Merlès) · Vegeu més fotos d'aquest monument · Carregueu una nova foto d'aquest monument                     |
| Castell de Merlès                                                        | BCIN 1860-MH | Romànic IX                      | Santa Maria de Merlès                                          | 41° 59′ 55″ N, 1° 59′ 02″ E / 41.998638°N,1.983891°E | RI-51-0005700 | Castell de Merlès (Santa Maria de Merlès) · Vegeu més fotos d'aquest monument · Carregueu una nova foto d'aquest monument                      |
| La Guaita de Pregones                                                    | BCIN 3944-MH | Obra popular XVIII              | Santa Maria de Merlès                                          | 41° 58′ 14″ N, 1° 56′ 46″ E / 41.970613°N,1.946121°E | IPA-3630      | Carregueu una nova foto d'aquest monument |
| Costa de la Cavalleria                                                   | BCIN 3945-MH | Obra popular XVII, XV           | Santa Maria de Merlès Ctra. de Prats de Lluçanès a Navàs       | 41° 58′ 52″ N, 1° 58′ 32″ E / 41.980993°N,1.975499°E | IPA-3628      | Carregueu una nova foto d'aquest monument |
| La Cortada dels Llucs                                                    | BCIN 3946-MH | Obra popular XVI-XVII           | Santa Maria de Merlès                                          | 42° 00′ 31″ N, 1° 58′ 44″ E / 42.008474°N,1.978753°E | IPA-3633      | Carregueu una nova foto d'aquest monument |
| Església de Santa Maria                                                  |              | Barroc XVIII                    | Santa Maria de Merlès Pl. Santa Maria                          | 42° 00′ 05″ N, 1° 58′ 40″ E / 42.001289°N,1.977913°E | IPA-3619      | Església de Santa Maria (Santa Maria de Merlès) · Vegeu més fotos d'aquest monument · Carregueu una nova foto d'aquest monument                |
| Església de Sant Martí de Merlès                                         |              | Romànic, obra popular XII, XVII | Santa Maria de Merlès Camí del Pont Vell                       | 42° 00′ 04″ N, 1° 58′ 59″ E / 42.00119°N,1.983046°E  | IPA-3621      | Església de Sant Martí (Santa Maria de Merlès) · Vegeu més fotos d'aquest monument · Carregueu una nova foto d'aquest monument                 |
| Església de Sant Pau de Pinós                                            |              | Romànic, obra popular XI, XVII  | Santa Maria de Merlès Ctra. de Navàs a Prats de Lluçanès       | 41° 58′ 14″ N, 1° 57′ 21″ E / 41.970638°N,1.955750°E | IPA-3622      | Església de Sant Pau de Pinós (Santa Maria de Merlès) · Vegeu més fotos d'aquest monument · Carregueu una nova foto d'aquest monument          |
| Església de Santa Maria de Pinós, o Santa Maria de Ginebret              |              | Romànic XI, XIX                 | Santa Maria de Merlès Ctra. de Navàs a Prats de Lluçanès       | 41° 58′ 48″ N, 1° 56′ 29″ E / 41.980026°N,1.941293°E | IPA-3623      | Església de Santa Maria de Pinós (Santa Maria de Merlès) · Vegeu més fotos d'aquest monument · Carregueu una nova foto d'aquest monument       |
| Església de Sant Miquel de Terradelles                                   |              | Romànic XII, XVII               | Santa Maria de Merlès                                          | 41° 55′ 39″ N, 1° 58′ 33″ E / 41.927526°N,1.975895°E | IPA-3624      | Església de Sant Miquel de Terradelles (Santa Maria de Merlès) · Vegeu més fotos d'aquest monument · Carregueu una nova foto d'aquest monument |
| Mas Terradelles                                                          |              | Obra popular XVI                | Santa Maria de Merlès                                          | 41° 55′ 39″ N, 1° 58′ 32″ E / 41.92737°N,1.975608°E  | IPA-3625      | Carregueu una nova foto d'aquest monument |
| Mas Pedrós                                                               |              | Obra popular XVIII              | Santa Maria de Merlès Ctra. de Navàs a Prats de Lluçanès       | 41° 57′ 14″ N, 1° 58′ 12″ E / 41.953844°N,1.970021°E | IPA-3626      | Carregueu una nova foto d'aquest monument |
| Església de Sant Amanç de Pedrós                                         |              | Romànic XII                     | Santa Maria de Merlès Ctra. de Navàs a Prats de Lluçanès       | 41° 57′ 21″ N, 1° 58′ 08″ E / 41.955797°N,1.968867°E | IPA-3627      | Església de Sant Amanç de Pedrós (Santa Maria de Merlès) · Vegeu més fotos d'aquest monument · Carregueu una nova foto d'aquest monument       |
| Cal Gervasi o el Puig                                                    |              | Obra popular XVII               | Santa Maria de Merlès                                          | 41° 58′ 50″ N, 1° 56′ 51″ E / 41.980515°N,1.947453°E | IPA-3629      | Carregueu una nova foto d'aquest monument |
| La Tor de Merlès o la Tó, la Torre, Can Tobella                          |              | Obra popular XIV, XVII          | Santa Maria de Merlès                                          | 42° 00′ 00″ N, 1° 56′ 36″ E / 41.999967°N,1.943365°E | IPA-3631      | Carregueu una nova foto d'aquest monument |
| Església de la Trinitat de la Tor                                        |              | Romànic XIII                    | Santa Maria de Merlès                                          | 42° 00′ 00″ N, 1° 56′ 38″ E / 42.000072°N,1.944016°E | IPA-3632      | Carregueu una nova foto d'aquest monument |
| Capella de Santa Magdalena, o Capella del Roser de la Cortada dels Llucs |              | Obra popular XVI, XIX           | Santa Maria de Merlès                                          | 42° 00′ 22″ N, 1° 58′ 47″ E / 42.006203°N,1.979598°E | IPA-3634      | Capella de Santa Magdalena (Santa Maria de Merlès) · Vegeu més fotos d'aquest monument · Carregueu una nova foto d'aquest monument             |
| Mas Escrigues                                                            |              | Obra popular XVIII              | Santa Maria de Merlès                                          | 42° 00′ 20″ N, 1° 58′ 42″ E / 42.005463°N,1.978366°E | IPA-3635      | Mas Escrigues (Santa Maria de Merlès) · Vegeu més fotos d'aquest monument · Carregueu una nova foto d'aquest monument                          |
| Molí d'Escrigues                                                         |              | Obra popular XVII               | Santa Maria de Merlès                                          | 42° 00′ 17″ N, 1° 58′ 51″ E / 42.004702°N,1.98095°E  | IPA-3636      | Molí d'Escrigues (Santa Maria de Merlès) · Vegeu més fotos d'aquest monument · Carregueu una nova foto d'aquest monument                       |
| Masoveria d'Escrigues                                                    |              | Obra popular XVII               | Santa Maria de Merlès                                          | 42° 00′ 16″ N, 1° 58′ 45″ E / 42.00447°N,1.979142°E  | IPA-3637      | Masoveria d'Escrigues (Santa Maria de Merlès) · Vegeu més fotos d'aquest monument · Carregueu una nova foto d'aquest monument                  |
| Palau del Roc                                                            |              | Obra popular XVII               | Santa Maria de Merlès                                          | 42° 00′ 46″ N, 1° 58′ 53″ E / 42.012867°N,1.981508°E | IPA-3638      | Carregueu una nova foto d'aquest monument |
| Mas Vilalta                                                              |              | Obra popular XVII               | Santa Maria de Merlès                                          | 42° 01′ 35″ N, 1° 59′ 17″ E / 42.026516°N,1.988175°E | IPA-3639      | Carregueu una nova foto d'aquest monument |
| Molí de Vilalta                                                          |              | Obra popular XVII               | Santa Maria de Merlès                                          | 42° 01′ 24″ N, 1° 59′ 28″ E / 42.023263°N,1.990993°E | IPA-3640      | Molí de Vilalta (Santa Maria de Merlès) · Vegeu més fotos d'aquest monument · Carregueu una nova foto d'aquest monument                        |
| Església de Santa Margarida de Tortafè                                   |              | Romànic XII                     | Santa Maria de Merlès                                          | 41° 57′ 46″ N, 1° 55′ 10″ E / 41.962881°N,1.919409°E | IPA-3641      | Carregueu una nova foto d'aquest monument |
| Molí del Mas                                                             |              | Obra popular XVIII, XIX         | Santa Maria de Merlès                                          | 41° 59′ 28″ N, 1° 58′ 19″ E / 41.990995°N,1.971945°E | IPA-3642      | Carregueu una nova foto d'aquest monument |
| Pont de Santa Maria de Merlès                                            |              | Obra popular XVIII              | Santa Maria de Merlès Entre Santa Maria i Sant Martí de Merlès | 42° 00′ 01″ N, 1° 58′ 52″ E / 42.000325°N,1.980995°E | IPA-3643      | Pont de Santa Maria de Merlès (Santa Maria de Merlès) · Vegeu més fotos d'aquest monument · Carregueu una nova foto d'aquest monument          |